# Desa Sindanglaya (administrativ by i Indonesien, Jawa Barat, lat -6,73, long 107,81)
Desa Sindanglaya är en administrativ by i Indonesien.   Den ligger i provinsen Jawa Barat, i den västra delen av landet, 120 km sydost om huvudstaden Jakarta.